# 為了在異世界也能撫摸毛茸茸而努力。
《為了在異世界也能撫摸毛茸茸而努力。》（簡稱）是日本作家向日葵創作的輕小說系列，由2012年11月5日起在成為小說家吧連載，2016年7月15日起經雙葉社發行實體書，雀葵蘭擔綱插圖。改編漫畫由2017年11月6日起開始在網上連載，由高上優里子繪畫。改編電視動畫由EMT Squared製作，於2024年1月至3月首播。
改編漫畫在2024「BookLive!讀者票選」的「讀者票選推薦最佳100部異世界漫畫」的排行榜中，位居少年漫畫·青年漫畫的第29名。

## 劇情簡介
27歲的办公室女职员秋津綠，回家後突然因過度勞累而去世。在一生中，她最大的熱情就是觸摸和撫摸毛茸茸的動物。在她突然去世後，一位神提議將她復活到另一個世界，在那裡願望將會實現。被賦予了吸引非人類生物的能力，與許多動物和神話生物成為朋友。

## 登場人物
涅菲蒂瑪·歐斯菲／奈芙蒂瑪·奧斯菲（聲：加隈亞衣）
暱稱「涅瑪」，公爵家的第三個孩子，擁有「能夠受到非人類生物喜愛」的能力。轉生前是日本的上班族「秋津綠」，在27歲因過勞而死後得以轉生。
拉爾弗里德·歐斯菲／拉爾弗里德·奧斯菲（聲：梅田修一朗）
暱稱「拉爾夫」，涅菲蒂瑪的哥哥，兩人相差十歲。第四王位的繼承者。平時性格溫和。
迪爾·歐斯菲／迪爾·奧斯菲（聲：古谷徹）
拉爾夫和涅菲蒂瑪的父親。第三王位的繼承者。是一位公爵，是嘎什王國的宰相，也是北方歐斯菲領地的領主。
塞魯利亞·歐斯菲／塞魯利亞·奧斯菲（聲：恒松步）
拉爾夫和涅菲蒂瑪的母親。是一位特殊的魔法師，據說水系魔法是全國最好的。
卡納迪亞·歐斯菲／卡納迪亞·奧斯菲（聲：岩田陽葵）
涅菲蒂瑪的姊姊，兩人相差七歲。她擅長火屬性高級魔法。
拉斯（聲：武虎）
一隻巨大的白虎（聖獸天虎），也是涅瑪第一個認識的神話生物。會使用精靈術的特別存在。除了合約持有者維爾赫特之外，不會與任何人產生感情，但與涅菲蒂瑪是好朋友。在王宮花園裡遇見了涅菲蒂瑪。
維爾赫特（聲：大河元氣）
嘎什王國的太子。涅菲蒂瑪稱他為「惡魔王子」。喜歡涅瑪她坦率的性格。
神（聲：三木真一郎）
幫助秋津綠轉生的神祇。
索爾（聲：乃村健次）
聖獸炎龍，能說話。火屬性。將龍珠交給了涅瑪。從那時起，每當有事情發生時，就成為涅瑪尋求建議的首選。
森鬼（聲：前野智昭）
原本是哥布林，但遇見涅瑪之後，進化成了如惡魔般的人物。他發誓效忠並崇拜涅瑪。可以使用火、風、水、土元素的精靈術。
安麗・德薩（聲：小林沙苗）
涅瑪的家庭教師。對禮儀和排練的教學方式相當斯巴達。是創世論的信徒，對獸人有歧視意識。

## 出版書籍

### 輕小說
| 冊數 | 雙葉社         | 雙葉社                 |
| 冊數 | 發售日期       | ISBN                   |
| ---- | -------------- | ---------------------- |
| 1    | 2016年7月15日  | ISBN 978-4-575-23973-7 |
| 2    | 2016年12月16日 | ISBN 978-4-575-24009-2 |
| 3    | 2017年6月16日  | ISBN 978-4-575-24037-5 |
| 4    | 2017年12月15日 | ISBN 978-4-575-24074-0 |
| 5    | 2018年6月15日  | ISBN 978-4-575-24101-3 |
| 6    | 2018年12月14日 | ISBN 978-4-575-24138-9 |
| 7    | 2019年6月14日  | ISBN 978-4-575-24181-5 |
| 8    | 2019年12月20日 | ISBN 978-4-575-24237-9 |
| 9    | 2020年7月15日  | ISBN 978-4-575-24298-0 |
| 10   | 2021年1月15日  | ISBN 978-4-575-24367-3 |
| 11   | 2021年8月11日  | ISBN 978-4-575-24429-8 |
| 12   | 2022年1月14日  | ISBN 978-4-575-24482-3 |
| 13   | 2022年7月8日   | ISBN 978-4-575-24541-7 |
| 14   | 2023年1月7日   | ISBN 978-4-575-24594-3 |
| 15   | 2023年7月10日  | ISBN 978-4-575-24650-6 |
| 16   | 2024年1月10日  | ISBN 978-4-575-24710-7 |
| 17   | 2024年7月10日  | ISBN 978-4-575-24752-7 |
| 18   | 2025年1月10日  | ISBN 978-4-575-24792-3 |

### 漫畫
| 冊數 | 雙葉社         | 雙葉社                 |
| 冊數 | 發售日期       | ISBN                   |
| ---- | -------------- | ---------------------- |
| 1    | 2018年4月28日  | ISBN 978-4-575-41025-9 |
| 2    | 2018年10月31日 | ISBN 978-4-575-41036-5 |
| 3    | 2019年4月30日  | ISBN 978-4-575-41054-9 |
| 4    | 2019年10月30日 | ISBN 978-4-575-41082-2 |
| 5    | 2020年4月30日  | ISBN 978-4-575-41117-1 |
| 6    | 2020年10月30日 | ISBN 978-4-575-41164-5 |
| 7    | 2021年4月30日  | ISBN 978-4-575-41230-7 |
| 8    | 2021年10月29日 | ISBN 978-4-575-41314-4 |
| 9    | 2022年4月28日  | ISBN 978-4-575-41407-3 |
| 10   | 2022年10月28日 | ISBN 978-4-575-41516-2 |
| 11   | 2023年4月28日  | ISBN 978-4-575-41635-0 |
| 12   | 2023年12月28日 | ISBN 978-4-575-41796-8 |
| 13   | 2024年4月30日  | ISBN 978-4-575-41873-6 |
| 14   | 2024年10月30日 | ISBN 978-4-575-42006-7 |
| 15   | 2025年4月30日  | ISBN 978-4-575-42140-8 |

## 電視動畫
2022年7月8日，宣佈正在進行改編動畫的企劃。

### 主題曲
片頭曲「Cotton Days」
主唱：Kotoha，作詞：磯谷佳江，作曲：俊龍，編曲：佐藤純一（fhána）
片尾曲
主唱：harmoe，作詞：中村彼方，作曲、編曲：Tomggg

### 各話列表
| 話數   | 標題                        | 劇本     | 分鏡     | 演出         | 作畫監督                                                                                      | 總作畫監督                            | 首播日期      |
| ------ | --------------------------- | -------- | -------- | ------------ | --------------------------------------------------------------------------------------------- | ------------------------------------- | ------------- |
| 第1話  | 沒聽說過這種發展！ （）     | 赤尾凸   | 北村淳一 | 北村淳一     | 宮崎麻美 内山翠 谷津美彌子 杉村苑美 齊藤佳子 松本勝次                                         | 宮崎麻美                              | 2024年 1月7日 |
| 第2話  | 被傳喚了 （）               | 赤尾凸   | 大畑晃一 | 土田駿       | Ahn Yeongyu Cho Sohyeon Kim Hyeju Seung Myeonggye Son Seonah STUDIO CL 松本勝次（動物）       | 杉村苑美                              | 1月14日       |
| 第3話  | 精美的禮物 （）             | 富田賴子 | 門間和彌 | Han Yeonghun | Cho Sohyeon Lee Jaeho Kim Hyeju Son Seonah 松本勝次（動物）                                   | Jung Wooyoung                         | 1月21日       |
| 第4話  | 討厭學習！ （）             |          | 北村淳一 | 清水明       | 鈴木伸一                                                                                      | 谷津美彌子                            | 1月28日       |
| 第5話  | 被森林的魔物嚇了一跳！ （） | 藤本冴香 | 飯村正之 | 飯村正之     | Cho Sohyeon Kim Hyeju Son Seonah Lee Jaeho                                                    | Jung Wooyoung                         | 2月4日        |
| 第6話  | 想要變得堅強的心情 （）     | 赤尾凸   | 北村淳一 | 北村淳一     | 本田創一 清水博幸 吉田尚人 森山剛史 笠野充志 STUDIO CL                                        | 杉村苑美                              | 2月11日       |
| 第7話  | 我想我能幫上忙 （）         | 富田賴子 |          | Han Yeonghun | Cho Sohyeon An Youngyu Kim Sungil                                                             | Jung Wooyoung                         | 2月18日       |
| 第8話  | 總之決定了很多 （）         |          | 北村淳一 | 城相太       | 桝井一平 鈴木伸一 蕭宇庭 杜林桂                                                               | 谷津美彌子                            | 2月25日       |
| 第9話  | 森林的主人拜託了…！ （）    | 藤本冴香 | 中村宪由 |              | 冈田由起子 和田胜之 中山和子 南伸一郎 慧敏 明光 龙光 冯含露 鑫月 Cho Sohyeon                  | 杉村苑美                              | 3月3日        |
| 第10話 | 开作战会议吧！ （）         | 藤本冴香 | 飯村正之 | 飯村正之     | 谷津美彌子 蕭宇庭 日下岳史 宮本武史 柴田知波                                                  | 谷津美彌子                            | 3月10日       |
| 第11話 | 我選擇的道路 （）           | 赤尾凸   |          | 石井久志     | 本田創一 LIM Min-Ji WONMi-na PARK Aong-hwa PARK Soon Ok Kim Hyeju Son Suna Cho Sohyun nghimeP | Jung Wooyoung                         | 3月17日       |
| 第12話 | 戰鬥之後 （）               | 赤尾凸   | 北村淳一 | 北村淳一     | 豬口美緒 STUDIO CL                                                                            | 北村淳一 杉村苑美 谷津美彌子 豬口美緒 | 3月24日       |

### BD
| 卷數 | 發售日期      | 收錄話數       | 規格編號 |
| ---- | ------------- | -------------- | -------- |
| BOX  | 2024年4月26日 | 第1話 - 第12話 | HPXN-511 |

## 來源
1. ↑  向日葵. . 成為小說家吧.   [2022-07-16] （日语）.
2. ↑  . 雙葉社.   [2022-07-16] （日语）.
3. ↑  . Natalie. 2017-11-06  [2022-07-16]. （原始内容存档于2022-07-09） （日语）.
4. ↑  . 2024-08-30  [2024-08-30]. （原始内容存档于2024-08-30） （日语）.
5. ↑  . Comic Natalie. 2023-07-21  [2023-12-17]. （原始内容存档于2023-07-21） （日语）.
6. 1 2 3 4 5 6 7 8 9 10  . Comic Natalie. 2023-11-18  [2023-12-17]. （原始内容存档于2023-11-18） （日语）.
7. ↑  . Natalie. 2022-07-08  [2022-07-16]. （原始内容存档于2022-07-16） （日语）.
8. ↑  . アニメージュ+. 徳間書店. 2023-11-10  [2024-01-07]. （原始内容存档于2023-11-10） （日语）.
9. ↑  . リスアニ!. 2023-11-19  [2024-01-07]. （原始内容存档于2023-11-22） （日语）.

## 外部連結
- 成為小說家吧官方網站（日語）
- 漫畫連載網站（日語）
- 電視動畫官方網站（日語）
- 電視動畫的X（前Twitter）（日語）